# Lazaros Kunturiotis
Lazaros Kunturiotis (gr. Λάζαρος Κουντουριώτης; ur. w kwietniu 1769 na Hydrze, zm. 12 czerwca 1852) – grecki parlamentarzysta wybierany do Senatu.